# Pero Popović Aga
Pero Popović - Aga (Užice, 28. siječnja 1905. – Zagreb, 14. kolovoza 1930.) bio je obućarski radnik, komunistički revolucionar i jedan od sedmorice sekretara SKOJ-a.

## Životopis
Rođen je 28. siječnja 1905. godine u Užicu. Tijekom Prvog svjetskog rata, roditelji su mu umrli od tifusa, a on je poslan u sirotište koje se brinulo za njega i njegovih pet braće i sestara - Milicu, Danicu, Danila, Jelu i Jevrema. Do kraja Prvog svjetskog rata bio je u užičkom domu koji je osnovao Crveni križ. Nakon rata, redovnik je odveo skupinu djece iz sirotišta u Beograd, gdje se odvijala podjela - oni koji su završili osnovnu školu poslani su u razna mjesta u Vojvodini učiti zanate, a ostatak u domove i samostane. Pero je poslan u Srijemsku Mitrovicu, trgovcu, no ubrzo je poslan u samostan Bešenovo na Fruškoj gori. Iz Bešenova je prebačen u samostan Hopovo, a odatle u Novi Sad kod Marije i Jovana Trandafila. Godine provedene u raznim domovima bile su izuzetno teške, posebno one u Užicu, tijekom rata. Tada je počeo pomagati češkom postolaru, bivšem austrougarskom dočasniku, a kasnije je u Novom Sadu počeo redovito proučavati postolarstvo, što je završio krajem 1921. godine. Nakon što je naučio zanat, neko je vrijeme radio u Novom Sadu, a u proljeće 1922. godine preselio se u Beograd.
Kao šegrt, a potom i kao radnik, povezao se s novosadskim šegrtima i radnicima, preko kojih je stekao prva znanja o Oktobarskoj revoluciji i komunizmu. Dolaskom u Beograd stupio je u kontakt s mladim beogradskim komunistima s kojima je sudjelovao u pripremi proslave praznika radnika Prvog svibnja. Sedamnaestogodišnji Pero, koga su prijatelji zvali Era, isticao se među mladim radnicima zbog čega je ubrzo primljen u članstvo tada ilegalnog Saveza komunističke omladine Jugoslavije (SKOJ). Zajedno s ostalim istaknutim radnicima pripadao je takozvanoj "udarnoj skupini" mladih ljudi koji su sudjelovali u svim skupovima i prosvjedima. Bio je šef skojevske ćelije u Hadžipopovcu.
Od 1923. godine, bio je član Centralnog komiteta SKOJ-a, a od 1924. godine organizacijski sekretar (tajnik) CK SKOJ-a. Radio je u teškim ilegalnim uvjetima. Putovao je po Jugoslaviji i organizirao djelovanje mladeži u SKOJ-u. U Splitu ga je policija pokušala uhititi, ali je uspio pobjeći.
Zajedno s Josipom Kolumbom, političkim tajnikom CK SKOJ-a, upao je u policijsku zasjedu 15. kolovoza 1930. godine u Zagrebu, na Goljaku, i u sukobu s policijom poginuo.
Godine 1968., pokopan je u Grobnici narodnih heroja na zagrebačkom groblju Mirogoju.
Njegov brat bio je Jevrem Popović, general JNA i narodni heroj Jugoslavije.